# Joe Crabtree
Joe Crabtree (* 21. září 1979 Burnley) je britský bubeník. V současné době je členem rockové skupiny Wishbone Ash, dříve působil ve skupinách Pendragon a David Cross Band.

## Mládí
Svoji bubenickou kariéru začal v jedenácti letech, kdy jej hře na bicí učil bubeník samouk Harry Hindle. Tehdy s ním studoval instruktážní video Dave Weckla The Next Step. Crabtree uvádí, že to byl rozhodující moment, kdy zjistil co se dá na bicích hrát.
Na živých představeních začal hrát ve věku čtrnáct let. Ve dvanácti letech se začal učit hrát na kytaru.
Když v letech 1998 až 2000 studoval na Durham University, nahrával s původní skupinou Breakmaus. Skupina si vydala sama dvě alba, That White Door a Arrested. Objevili se též na Sky TV v pořadu Where It's At. V době studia na Durhamu také hrál s mnoha skupinami, menšími jazzovými i s univerzitním big bandem.
Když se v roce 2004 přestěhoval do Londýna, pokračoval ve studiu hry na bicí u londýnského hudebníka Boba Armstronga, jehož bývalými studenty byli bubeník skupiny Oasis Alan White a Zak Starkey (syn Ringo Starra z The Beatles).

## Profesionální kariéra
Po přestěhování do Londýna v roce 2004 hrál a nahrával s několika významnými skupinami. V roce 2005 se stal členem skupiny bývalého člena King Crimson Davida Crosse - David Cross Band, která koncertovala v Itálii, Japonsku a Spojeném království, jehož vedlejším produktem bylo album Alive in the Underworld.
V letech 2006 až 2008 byl Crabtree členem skupiny Pendragon, zúčastnil se dvou evropských turné a objevil se na DVD And Now Everybody to the Stage a Jewel - Past and Presence.

## Wishbone Ash
Crabtree se k Wishbone Ash připojil v roce 2007 v době nahrávání slaba Power of Eternity a souvisejícího turné, kdy nahradil předchozího bubeníka Raye Westona.
Je spoluautorem skladeb na albech Elegant Stealth a Blue Horizon, nahrál kytarové sólo ve skladbě „Take It Back“.
Objevil se na živých DVD Live in London, Live in Paris a v dokumentu This Is Wishbone Ash dále pak na „živém“ albu Argus Live, nahraném pro rozhlasovou stanici Sirius XM a sérii nahrávek Roadworks.
Do roku 2017 hrál na více než tisíci koncertech s Wishbone Ash ve 29 zemích, včetně turné v Jižní Africe společně s Deep Purple a Uriah Heep.

## Diskografie

### Wishbone Ash
Alba
- Power of Eternity (2007)
- Elegant Stealth (2011)
- Blue Horizon (2014)
- Argus "Then Again" Live (2008, koncertní album)
- Roadworks 1 (2010, koncertní album)
- Roadworks 2 (2011, koncertní album)
- Roadworks 3 (2013, koncertní album)
- Roadworks 4 (2014, koncertní album)
- Roadworks Boxset (2015)
- Live in London - 40th Anniversary (2009)
- Tough (2008, kompilační album)
- Tender (2008, kompilační album)

DVD
- Live in London - 40th Anniversary (2009)
- Live in Paris (2016)
- This Is Wishbone Ash (2010)

Singly
- „Reason to Believe“ (2011)

### Pendragon
DVD
- And Now Everybody to the Stage (2006)
- Past and Presence (2007)

### David Cross Band
CD
- Alive in the Underworld (2008, koncertní album)

## Nástroje
Crabtree používá bubny Sonor, bubnové blány Evans, činely Zildjian, paličky Vic Firth, stojany značek Porter a Davies, monitory Sensaphonics.